# Aleksandr Zajczikow
Aleksandr Siergiejewicz Zajczikow (ros. Александр Сергеевич Зайчиков; ur. 17 sierpnia 1992 we wsi Zasłonowo) – kazachski sztangista, mistrz świata i brązowy medalista olimpijski.
Urodził się na Białorusi. Na igrzyskach olimpijskich w Rio de Janeiro w 2016 roku wywalczył brązowy medal w wadze ciężkiej (do 105 kg). W zawodach tych wyprzedzili go tylko Uzbek Ruslan Nurudinov i Simon Martirosjan z Armenii. Brał też udział w igrzyskach olimpijskich w Londynie w 2012 roku, gdzie był dziesiąy.
W 2015 zwyciężył w tej kategorii na mistrzostwach świata w Houston. W 2013 zdobył złoty medal mistrzostw Azji. W 2013 został zawieszony na dwa lata za stosowanie stanozololu, kara zakończyła się 24 czerwca 2015.